# جون إم. كيث
جون إم. كيث هو سياسي أمريكي، ولد في 5 يونيو 1859، وتوفي في 8 يوليو 1929.